# シバ (玩具メーカー)
株式会社シバは、かつて存在した日本の玩具メーカー。初代リカちゃん人形の製造を受託していたことで知られていた。

## 概要
1945年4月に芝製作所として創業し、セルロイド人形の製造を開始。1954年にソフトビニール人形の製造を開始した。1963年に法人に改組。1967年にはタカラ（後のタカラトミー）から初代「リカちゃん」の製造を受託。1971年に初の自社発売製品である「ファッションドール 虹のナナちゃん」「お風呂ベビー人形 お風呂あぶちゃん」を発売。自社ブランド製品の他にも、1973年にはハズブロの「あしながレギー」をライセンス生産、アサヒ玩具、ツクダオリジナルなどからも製造委託を受けていた。
1991年には製造事業から撤退し、外注生産を行うOEMメーカーへ転換。その後はバンダイ、パイロットインキ、メガハウスなどからOEM生産を受託し、1998年12月期には22億6830万円をあげたが、その後は同業他社との競合、主力外注工場がある中国における原価上昇などにより経営が悪化。2017年7月20日に事業を停止し、同年7月26日に東京地方裁判所に破産を申請。同日付で破産手続開始決定を受けた。2018年1月に法人格が消滅した。